# Juliana Maria brunszwicka
Juliana Maria duń. Juliane Marie (ur. 4 września 1729 w Wolfenbüttel, zm. 10 października 1796 w zamku Fredensborg) – królowa Danii i Norwegii.

## Życiorys
Była córką ks. Ferdynanda Alberta II z Brunszwiku-Wolfenbüttel (1680-1735) i jego żony Antoniny Amalii (1696-1762). 8 lipca 1752 poślubiła owdowiałego króla Danii Fryderyka V (1723-1766), stając się jego drugą żoną. Zarówno ślub, jak i koronacja Juliany Marii miały miejsce w kaplicy zamku Frederiksborg w Hillerød. Choć małżeństwo to zostało zawarte jedynie ze względów politycznych, nowa królowa Danii była lojalna wobec Fryderyka V i troskliwie opiekowała się jego dziećmi z pierwszego małżeństwa. Sama urodziła mu też syna, Fryderyka (1753-1805), który był jednak ograniczony umysłowo.
Z początku królowa nie była szczególnie lubiana w swojej nowej ojczyźnie, a to ze względu na jej niemieckie pochodzenie i charakter introwertyczki. Była nieśmiała i jąkała się. Z biegiem lat Juliana Maria włączyła się jednak aktywniej w grę polityczną rozgrywającą się na dworze duńskim, a miało to miejsce podczas panowania jej pasierba, umysłowo chorego Chrystiana VII: królowa wspierała frakcję dworską starającą się położyć kres panoszeniu się Struenseego i jego popleczników, którzy wykorzystywali chorobę Chrystiana VII i faktycznie przejęli ster rządów w państwie.
Po obaleniu Struenseego i wygnaniu królowej Karoliny Matyldy Juliana Maria sprawowała w latach 1772–1784 regencję w imieniu chorego Chrystiana VII, wspierając konserwatywny kierunek rządów w kraju. Pod jej kierownictwem przyjęto w Danii w 1776 prawo o obywatelstwie, na mocy którego jedynie Duńczycy mogli piastować urzędy państwowe. Prawo to zostało wprowadzone jako reakcja na niedawne rządy Struenseego, który obsadzał stanowiska państwowe Niemcami. Królowa, choć sama pochodziła z Niemiec, wykorzystywała w ten sposób nacjonalistyczne nastroje społeczne i w końcu uważana była przez Duńczyków za esencję duńskości i nazywana była drogą matką Duńczyków.
W 1780 roku przyczyniła się do uwolnienia i udzieliła azylu czwórce sierot po swym bracie Antonim, które przebywały na zesłaniu w Chołmogorach w guberni archangielskiej na północy Rosji. Brat ten był mężem Anny Leopoldówny, regentki Rosji w latach 1740–1741 i ojcem zamordowanego w Szlisselburgu cara Iwana VI.
Juliana Maria została pochowana u boku męża w katedrze w Roskilde.
Była odznaczona duńskimi Orderem Wierności, Orderem Matyldy i Orderem Chrystiana VII.